# Função linear
Na matemática, o termo função linear se refere a duas noções distintas, mas relacionadas:
- No cálculo e em áreas afins, uma função linear é uma função cujo gráfico é uma linha reta, ou seja, uma função polinomial de grau zero ou um.[2] Para distinguir tal função linear do outro conceito, o termo função afim é frequentemente usado.[3]
- Na álgebra linear, na análise matemática[4] e na análise funcional, uma função linear é um mapa linear.[5]

## Como uma função polinomial

Gráficos de duas funções lineares.

No cálculo, na geometria analítica e em áreas afins, uma função linear é um polinômio de grau um ou menor, incluindo o polinômio zero (este último não sendo considerado como tendo grau zero).
Quando a função é de apenas uma variável, ela é da forma
{\displaystyle f(x)=ax+b}
e é chamada de função do 1° grau, onde a e b são constantes, frequentemente números reais. O gráfico de tal função de uma variável é uma linha não vertical. a é frequentemente referido como a inclinação da linha e b como a interceptação.
Quando a função tem {\displaystyle b=0}, ela é da forma {\displaystyle f(x)=ax} e é chamada de função linear. Ou seja, a função linear é um caso particular de uma função polinomial do 1° grau.
Se a > 0, então o gradiente é positivo e o gráfico se inclina para cima.
Se a < 0, então o gradiente é negativo e o gráfico se inclina para baixo.
Para uma função {\displaystyle f(x_{1},\ldots ,x_{k})} de qualquer número finito de variáveis, a fórmula geral é
{\displaystyle f(x_{1},\ldots ,x_{k})=b+a_{1}x_{1}+\cdots +a_{k}x_{k}}
e o gráfico é um hiperplano de dimensão k.
Uma função constante também é considerada linear neste contexto, pois é um polinômio de grau zero ou é o polinômio zero. Seu gráfico, quando há apenas uma variável, é uma linha horizontal.
Nesse contexto, uma função que também é um mapa linear (o outro significado) pode ser chamada de função linear homogênea ou forma linear. No contexto da álgebra linear, as funções polinomiais de grau 0 ou 1 são os mapas afins de valor escalar.

## Como um mapa linear

A integral de uma função é um mapa linear do espaço vetorial de funções integráveis para os números reais.

Na álgebra linear, uma função linear é um mapa f entre dois espaços vetoriais tal que
{\displaystyle f(\mathbf {x} +\mathbf {y} )=f(\mathbf {x} )+f(\mathbf {y} )}
{\displaystyle f(a\mathbf {x} )=af(\mathbf {x} )}
Aqui a denota uma constante pertencente a algum campo K de escalares (por exemplo, os números reais) e x e y são elementos de um espaço vetorial, que pode ser o próprio K.
Em outros termos, a função linear preserva a adição vetorial e a multiplicação escalar.
Alguns autores usam "função linear" apenas para mapas lineares que assumem valores no campo escalar; estes são mais comumente chamados de formas lineares.
As "funções lineares" do cálculo se qualificam como "mapas lineares" quando (e somente quando) f(0, ..., 0) = 0, ou, equivalentemente, quando a constante b é igual a zero no polinômio de um grau acima. Geometricamente, o gráfico da função deve passar pela origem.